# Estação Porte de Choisy
Porte de Choisy é uma estação da linha 7 do Metrô de Paris, localizada no 13.º arrondissement de Paris.

## Localização

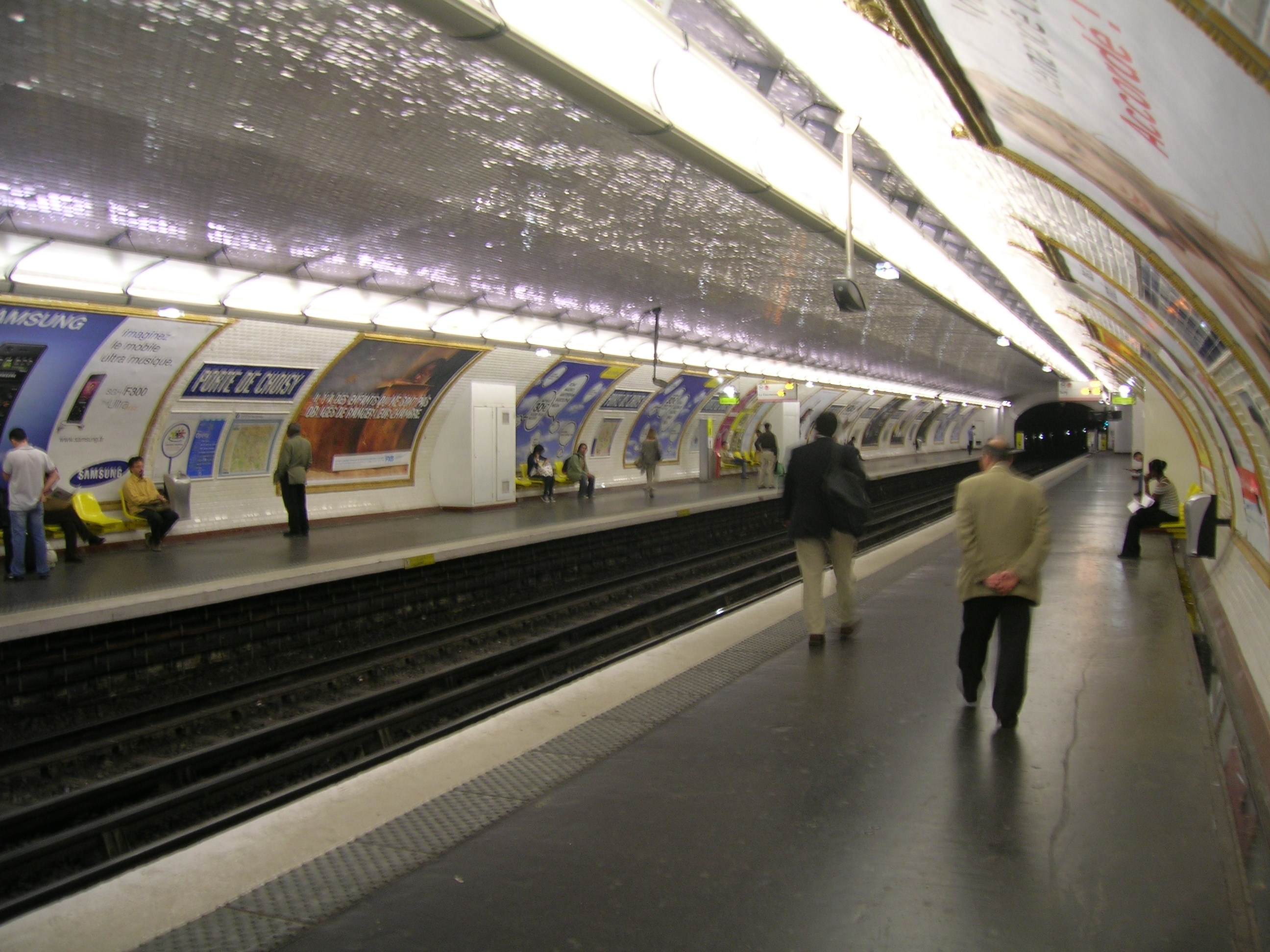
A estação de metrô ao nível da plataforma

A estação está localizada na boulevard Masséna, a leste do cruzamento da Porte de Choisy, no ramal de Mairie d'Ivry da linha 7.

## História
Foi em 26 de abril de 1931 que a estação mudou de pertencimento de linha: a linha 7 sucedeu à linha 10.
Em 2011, 3 116 890 passageiros entraram nesta estação. Em 2012, foram 3 097 035 viajantes. Ela viu entrar 3 085 089 passageiros em 2013, o que a coloca na 170ª posição das estações de metrô por sua frequência em 302.

## Serviços aos Passageiros

### Acessos
A estação tem vários acessos compreendendo duas escadas fixas levando diretamente à plataforma central da estação de tramway e um terceiro em frente ao n° 124 do boulevard Masséna. Finalmente, existe também uma escada rolante na saída direta da plataforma em direção a Mairie d'Ivry levando, ela também, na plataforma central da estação de tramway.

### Plataformas
Porte de Choisy é uma estação de configuração padrão: ela possui duas plataformas laterais separadas pelas vias do metrô e a abóbada é elíptica. A decoração é do estilo utilizado pela maioria das estações de metrô: a faixa de iluminação é branca e arredondada no estilo "Gaudin" da renovação do metrô da década de 2000, e as telhas de cerâmica brancas biseladas recobrem os pés-direitos, a abóbada e o tímpano. Os quadros publicitários são em faiança da cor de mel e o nome da estação também é em faiança. Os assentos são do estilo "Motte" de cor amarela.

### Intermodalidade
A estação é servida pela linha de tramway T3a e pela linha 183 da rede de ônibus RATP. À noite, ela é servida pela linha N31 da rede de ônibus Noctilien.

## Projetos
Em 2020, a estação deverá estar em correspondência com a linha de tramway T9 (Porte de Choisy - Orly Ville), que deverá substituir a linha de ônibus 183.

## Pontos turísticos
- A Porte de Choisy é uma porta de entrada para o Bairro asiático de Paris, no 13.º arrondissement.
- Halle Georges-Carpentier